# Jumanji: The Next Level
Jumanji: The Next Level è un film del 2019 diretto da Jake Kasdan con protagonisti Dwayne Johnson, Jack Black, Kevin Hart e Karen Gillan. La pellicola è il secondo sequel del film del 1995 Jumanji (basato sul racconto di Chris Van Allsburg), dopo Jumanji - Benvenuti nella giungla (2017).

## Trama
Nel 2019, tre anni dopo la loro avventura nel gioco Jumanji, Spencer Gilpin, Anthony "Fridge" Johnson, Martha Kaply e Bethany Walker conducono vite migliori. Dopo essersi separati per seguire la propria strada, il gruppo decide di organizzare un brunch di riunione a Brantford, sebbene Spencer sia preoccupato per l'incontro, poiché lui e Martha si sono presi una pausa. Durante la sua prima notte a Brantford, comincia a considerare il tempo passato all'interno di Jumanji come ciò che gli ha dato un reale scopo e riflette sul voler tornare dentro al gioco. Il giorno seguente, i suoi amici, preoccupati della sua assenza, vanno a casa sua e lì incontrano il nonno di Spencer, Eddie, che si sta riprendendo dall'operazione chirurgica all'anca e l'ex amico di Eddie, Milo Walker, che gli sta facendo visita per un motivo sconosciuto.
Il gruppo setaccia la casa e scopre che Spencer ha deliberatamente tenuto e riparato i pezzi rotti della cartuccia Jumanji. Sospettando che sia rientrato nel gioco, i suoi amici decidono di seguirlo. Tuttavia, la cartuccia non funziona correttamente, risucchiando Fridge e Martha, insieme con Eddie e Milo, ma non Bethany, costringendola a contattare il giocatore di Jumanji Alex Vreeke, loro vecchio amico, per chiedere aiuto. All'interno del gioco, Martha si ritrova insieme con il suo avatar Ruby Roundhouse, tuttavia Fridge finisce a impersonare l'avatar di Bethany, il professor Sheldon Oberon, mentre Eddie diventa l'avatar di Spencer, il Dr. Smolder Bravestone, e Milo diventa l'avatar di Fridge, Franklin "Topo" Finbar. Dopo che a Eddie e Milo sono state spiegate le regole del gioco, il gruppo incomincia a cercare Spencer e il suo avatar, tuttavia esso incontra il personaggio non giocante Nigel Billingsley, che li informa che il gioco è cambiato dopo il suo ultimo utilizzo.
Una volta ritrovato il gruppo, Nigel spiega che al fine di lasciare Jumanji, esso deve sconfiggere il signore della guerra Jurgen il bruto, l'assassino dei genitori di Bravestone, e recuperare da lui una collana con una gemma denominata il Cuore del Falco, la quale è causa di una siccità avendo privato la pietra della luce del sole. Catapultato nel primo livello chiamato "Dune", durante il quale apprendono che i loro avatar hanno nuovi punti di forza e di debolezza: Bravestone ha una debolezza nota come Switchblade, Ruby è abile coi nunchaku, Sheldon è debole al deserto, ma abile in geometria e Finbar ha l'abilità linguista, che si rivela poter capire gli animali, il gruppo si imbatte in una mandria di struzzi dalla quale riesce a fuggire grazie all'utilizzo di un veicolo ritrovato nel deserto. In seguito giungono a una piccola città dove incontrano una ladra chiamata Ming Piedelesto che scoprono essere l'avatar di Spencer. Egli incolpa sé stesso per aver causato al gruppo tanti problemi, e poi decide di unirsi a loro per fuggire dal gioco. Cercando di fuggire dalla città, il gruppo incontra l'ex amante di Bravestone, definita come una sua vecchia "fiamma", la quale conduce indirettamente Ruby e Sheldon al frutto che stavano cercando, la bacca di Jumanji, un oggetto di gioco sospeso sopra una pozza di acqua verde brillante che consente ai giocatori di scambiare il proprio avatar con quello di un altro giocatore. Tuttavia, il gruppo si ritrova in balia di nuovi problemi da superare, in quanto il marito dell'ex amante di Bravestone, Switchblade, li attacca, uccidendoli tutti in una volta (facendo capire che usa le armi a disposizione e trucchi contro la forza dell'archeologo). Il gruppo ritornato  riprende il cammino, durante il quale Eddie accusa Milo di essersi lasciato alle spalle tutto ciò che avevano fatto insieme, e gli rivela che la loro amicizia si è conclusa quando il loro ristorante è stato venduto ed Eddie costretto al pensionamento.
Raggiunte montagne, superati ponti sospesi grazie a Sheldon e dopo essere fuggito da un esercito di mandrilli, il gruppo si riunisce ad Alex che arriva con il suo avatar, Jefferson "Idrovolante" McDonough, mentre Bethany con un nuovo avatar chiamato Ciclone, un cavallo nero, il cui linguaggio può essere compreso solo da Finbar. Lavorando insieme e capendo che col carattere attaccabrighe di Eddie, la lentezza di Milo e l'insicurezza di Spencer non possono vincere e hanno quasi tutti una sola vita, trovano un fiume con la stessa acqua presente nella città, permettendo a Spencer, Bethany e Fridge di diventare i loro avatar originali, mentre Eddie e Milo finiscono rispettivamente come Ming e Ciclone. Poco dopo aver cambiato personaggio, il gruppo si trova catturato dai mercenari di Jurgen e portato alla sua fortezza. Per fuggire, Fridge e Bethany distraggono i mercenari, mentre Spencer, Martha e Alex salvano Eddie e Milo. Quando gli altri si occupano degli uomini di Jurgen, Spencer insegue Jurgen sul suo dirigibile e combatte con lui.
Scoprendo che Ciclone possiede delle ali, Milo ed Eddie lavorano insieme per salvare Spencer e recuperare il Cuore del Falco da Jurgen, che prima viene colpito dalla bacca che è una sua debolezza e poi lasciato precipitare verso la sua morte. Con la collana recuperata, il trio la espone alla luce del sole e salva la terra, permettendo al gruppo di tornare a casa. Tuttavia, Milo rivela che stava morendo di un male incurabile nel mondo reale e decide di rimanere dentro al videogioco per proteggere Jumanji, rivelando che è venuto a trovare Eddie per chiarire il loro dissidio insieme con lui, i due fanno finalmente pace e il cavallo vola via.
Al suo ritorno, Spencer decide di insegnare a suo nonno a giocare ai videogiochi, mentre Eddie convince la proprietaria del suo vecchio ristorante (Nora Shepherd, la zia di Judy e Peter nel primo film) ad assumerlo come manager usando la "Bollente intensità", una delle abilità di Bravestone. Intanto Spencer e i suoi amici lo visitano per il loro brunch di riunione.
In una scena a metà dei crediti, il tecnico della caldaia assunto dalla madre di Spencer, arrivato nel seminterrato, viene attratto dalla vecchia console di gioco e incomincia ad armeggiare con essa. Di nuovo al ristorante, Spencer, Fridge, Martha e Bethany assistono a uno stormo di struzzi che passa davanti al locale, suggerendo che il gioco è stato scatenato nel mondo reale.

## Produzione

### Sviluppo
Dopo l'uscita del film Jumanji - Benvenuti nella giungla, Dwayne Johnson, Jack Black e Nick Jonas avevano discusso in alcune interviste di un possibile sequel, inclusa la possibilità che il film esplorasse le origini del gioco. Karen Gillan aveva anche detto che il finale alternativo di Welcome to the Jungle avrebbe lasciato la porta aperta a un altro film. Nel febbraio 2018, è stato annunciato che Kasdan avrebbe diretto il sequel, con Rosenberg e Pinkner alle prese nuovamente con la sceneggiatura e il ritorno di Johnson, Hart, Black e Gillan nei loro ruoli. Nel luglio 2019, il titolo del film è stato ufficializzato come Jumanji: The Next Level.

### Cast
Nel gennaio 2019, Awkwafina, Danny DeVito e Danny Glover si sono uniti al cast. Nel febbraio 2019, è stato annunciato che Alex Wolff, Ser'Darius Blain, Madison Iseman, Morgan Turner e Nick Jonas avrebbero ripreso i loro ruoli. Nel marzo 2019, Dania Ramirez si è unita al cast del film. Nello stesso mese, è stato annunciato il ritorno di Rhys Darby e nel maggio 2019 quello di Colin Hanks.

### Riprese
Le riprese sono incominciate il 21 gennaio 2019 e hanno avuto luogo ad Atlanta, New Mexico, Calgary, Fortress Mountain Resort e Hawaii prima di concludersi l'11 maggio.
Il budget del film è stato di 125 milioni di dollari. Dwayne Johnson ha incassato 23,5 milioni di dollari per il suo ruolo.

### Musica
Henry Jackman ha creato la colonna sonora dopo aver lavorato al film precedente.

## Promozione
Il trailer del film viene diffuso il 1º luglio 2019, in contemporanea con quello italiano.

## Distribuzione
Il film è stato distribuito nelle sale statunitensi il 13 dicembre 2019 da Sony Pictures Releasing, in Italia il 25 dicembre 2019.

## Accoglienza

### Incassi
Jumanji: The Next Level ha incassato $320 milioni negli Stati Uniti e in Canada e $481 milioni in altri territori, per un totale mondiale di $801 milioni.
Negli Stati Uniti e in Canada, Jumanji: The Next Level è uscito insieme a Black Christmas e Richard Jewell, guadagnando 55 milioni di dollari da 4 160 cinema nel suo weekend di apertura. Ha esordito con $59,3 milioni, superando il botteghino prestabilito. Ha guadagnato $26,5 milioni nel suo secondo fine settimana, finendo secondo dietro a Star Wars - L'ascesa di Skywalker.
In Italia il film ha incassato quasi 14 milioni di euro.

### Critica
Rotten Tomatoes ha riportato un indice di gradimento del 71% sulla base di 249 recensioni professionali, con una valutazione media di 6,10/10. Il consenso del sito dice che: "Come molti giochi classici, Jumanji: The Next Level mantiene i componenti principali di ciò che è accaduto prima, aggiungendo abbastanza elementi nuovi per rendere le cose giocabili". Metacritic, un altro aggregatore di recensioni, ha assegnato al film un punteggio medio di 58 su 100 basato su 37 critici, indicando "recensioni miste o medie".

## Sequel
Nel 2023, Kevin Hart ha alimentato la speranza di realizzare un eventuale Jumanji 4.